# Henmilite
La henmilite è un minerale.